# Нортонвілл (Канзас)
Нортонвілл (англ. Nortonville) — місто (англ. city) в США, в окрузі Джефферсон штату Канзас. Населення — 601 особа (2020).

## Географія
Нортонвілл розташований за координатами 39°24′56″ пн. ш. 95°19′48″ зх. д. / 39.41556° пн. ш. 95.33000° зх. д. (39.415419, -95.330042).  За даними Бюро перепису населення США в 2010 році місто мало площу 1,16 км², з яких 1,13 км² — суходіл та 0,03 км² — водойми.

## Демографія
Згідно з переписом 2010 року, у місті мешкало 637 осіб у 232 домогосподарствах у складі 175 родин. Густота населення становила 548 осіб/км².  Було 261 помешкання (224/км²).
Расовий склад населення:
| - 97,8 % — білих - 0,5 % — корінних американців |

До двох чи більше рас належало 1,6 %. Частка іспаномовних становила 2,2 % від усіх жителів.
За віковим діапазоном населення розподілялося таким чином: 27,2 % — особи молодші 18 років, 51,4 % — особи у віці 18—64 років, 21,4 % — особи у віці 65 років та старші. Медіана віку мешканця становила 40,2 року. На 100 осіб жіночої статі у місті припадало 96,0 чоловіків;  на 100 жінок у віці від 18 років та старших — 94,1 чоловіків також старших 18 років.
Середній дохід на одне домашнє господарство  становив 62 538 доларів США (медіана — 58 000), а середній дохід на одну сім'ю — 64 153 долари (медіана — 60 446). Медіана доходів становила 51 964 долари для чоловіків та 31 023 долари для жінок. За межею бідності перебувало 12,8 % осіб, у тому числі 24,7 % дітей у віці до 18 років та 6,4 % осіб у віці 65 років та старших.
Цивільне працевлаштоване населення становило 213 особи. Основні галузі зайнятості: освіта, охорона здоров'я та соціальна допомога — 35,2 %, виробництво — 12,7 %, будівництво — 10,3 %, публічна адміністрація — 8,9 %.